# Кисумская и Западно-Кенийская епархия
Кисумская и Западно-Кенийская епархия (греч. Ιερά Επίσκοπη Κισούμου και Δυτικής Κένυας) — епархия Александрийской Православной Церкви на территории Кении с центром в городе Кисуму.
Образована решением Священного Синода Александрийского Патриархата на западе Кении 24 ноября 2015 года, путём выделения части территории из состава Кенийской митрополии. Первый иерарх новой епархии — епископ Афанасий (Акунда) был настолован патриархом Феодором II 16 мая 2016 года в храме Св. Андрея в Кинегуа.

## Епископы
- 6 декабря 2015 — 4 января 2019 — Афанасий (Акунда)
- январь 2019 — 5 декабря 2019 — Макарий (Тиллиридис) , временно управляющий, митрополит Найробский
- с 5 декабря 2019 — Марк (Феодосис)